# Distretto di Arpaçay
Il distretto di Arpaçay (in turco Arpaçay ilçesi) è uno dei distretti della provincia di Kars, in Turchia.